# Mika « Nagazaki » Hasson
Mika Hasson, alias Mika Nagazaki, né le 27 septembre 1965, est un membre du groupe de rock belge Ghinzu ainsi que du groupe new wave belge Polyphonic Size, dans lesquels il est à la basse.

## Biographie
Entre 1984 et 1993, Mika Hasson est guitariste des Naufragés du Silence, un groupe de rock/new-wave bruxellois influencé par Joy Division et le The Velvet Underground entre autres, mais avec des textes en français qualifiés de « baudelairiens » qui ne sont pas sans rappeler Ange ou Indochine. En 1995 il crée le groupe Las Vegas Parano avec notamment John Stargasm et Fabrice Georges. C'est sur les cendres de ce groupe que Ghinzu naît, John lui ayant promis de le recontacter.
En 2006, Mika Nagazaki participe à l'album éponyme du groupe Montevideo (le groupe de Jean Montevideo, actuel guitariste de Ghinzu). Il joue du synthé sur Sunshine et Boys from Brazil, de la basse et de la guitare sur Drunk for the last time.
Depuis 2006, il est le bassiste du groupe "The Tringlers" qui rendent un chaleureux hommage aux chansons des Stranglers.